# Gaudenzio Mantova
Gaudenzio Mantova (ur. w 1944 roku w Stazzona, zm. 4 października 1997) – włoski kierowca wyścigowy.

## Kariera
Mantova rozpoczął karierę w międzynarodowych wyścigach samochodowych w 1971 roku od startów we Włoskiej Formule Ford 1600, gdzie zdobył tytuł wicemistrzowski. W późniejszych latach pojawiał się także w stawce Włoskiej Formuły 3, Brytyjskiej Formuły 3 BRSCC John Player, Brytyjskiej Formuły 3 BARC, Europejskiej Formuły 3 oraz Europejskiej Formuły 2.
W Europejskiej Formule 2 Włoch startował w latach 1976-1977. W pierwszym sezonie startów nie zdobywał punktów. Rok później z dorobkiem czterech punktów uplasował się na szesnastej pozycji w klasyfikacji generalnej.